# Лауреаты Премии Правительства Российской Федерации в области образования (2008)
 Лауреаты Премии Правительства Российской Федерации в области образования 2008 года — перечень награждённых правительственной наградой Российской Федерации, присужденной за достижения в образовательной деятельности
Лауреаты определены Распоряжением Правительства РФ от 24 декабря 2008 года № 983 на основании предложения Межведомственного совета по присуждению премий Правительства в области образования.

## О Премии
Постановлением Правительства Российской Федерации от 26 августа 2004 года № 440 «О премиях Правительства Российской Федерации в области образования» в целях развития педагогической науки, инновационных процессов в образовательной практике, создания эффективных технологий обучения учреждены 20 ежегодных премий Правительства Российской Федерации в области образования в размере 1 млн рублей каждая.

## Лауреаты и другая информация
1. Пальцеву Михаилу Александровичу, доктору медицинских наук, профессору, академику Российской академии наук, академику Российской академии медицинских наук, ректору Московской медицинской академии имени И. М. Сеченова, Иванову Алексею Алексеевичу, заместителю директора, Волощук Ирине Николаевне, докторам медицинских наук, профессорам, Берестовой Анне Владимировне, Пономареву Андрею Борисовичу, кандидатам медицинских наук, доцентам, — работникам той же академии; Аничкову Николаю Мильевичу, доктору медицинских наук, профессору, члену-корреспонденту Российской академии медицинских наук, заведующему кафедрой Санкт-Петербургской государственной медицинской академии имени И. И. Мечникова; Коваленко Владимиру Леонтьевичу, доктору медицинских наук, члену-корреспонденту Российской академии медицинских наук, профессору Челябинской государственной медицинской академии, — за учебно-образовательный комплект «Патологическая анатомия» для образовательных учреждений высшего профессионального образования.
2. Оводенко Анатолию Аркадьевичу, доктору технических наук, профессору, ректору Санкт-Петербургского государственного университета аэрокосмического приборостроения, Хименко Виталию Ивановичу, доктору технических наук, профессору, первому проректору, — работнику того же университета; Бордовскому Геннадию Алексеевичу, доктору физико-математических наук, профессору, ректору Российского государственного педагогического университета имени А. И. Герцена; Булаеву Николаю Ивановичу, доктору педагогических наук, профессору, руководителю Федерального агентства по образованию; Викторову Александру Дмитриевичу, доктору экономических наук, профессору, ректору Санкт-Петербургского государственного университета сервиса и экономики; Геворкян Елене Николаевне, кандидату социологических наук, доктору экономических наук, профессору, проректору по научной работе Московского городского педагогического университета; Коржавину Георгию Анатольевичу, кандидату технических наук, генеральному директору открытого акционерного общества "Концерн «Гранит — Электрон»; Окрепилову Владимиру Валентиновичу, доктору экономических наук, профессору, члену-корреспонденту Российской академии наук, генеральному директору федерального государственного учреждения «Центр испытаний и сертификации — С.-Петербург»; Рудскому Андрею Ивановичу, доктору технических наук, профессору, первому проректору Санкт-Петербургского государственного политехнического университета; Шехонину Александру Александровичу, кандидату технических наук, профессору, проректору Санкт-Петербургского государственного университета информационных технологий, механики и оптики, — за комплекс учебно-научных методических разработок «Международная сертификация систем качества российского высшего профессионального образования».
3. Сигову Александру Сергеевичу, доктору физико-математических наук, профессору, члену-корреспонденту Российской академии наук, ректору Московского государственного института радиотехники, электроники и автоматики (технического университета), Лучникову Александру Петровичу, заместителю начальника управления, — работнику того же института; Волчихину Владимиру Ивановичу, доктору технических наук, профессору, ректору Пензенского государственного университета; Георгиевой Рите Иосифовне, директору межшкольного учебного комбината N 21 «Коньково» г. Москвы; Ивашову Евгению Николаевичу, доктору технических наук, профессору Московского государственного института электроники и математики (технического университета); Серебрянникову Сергею Владимировичу, доктору технических наук, профессору, ректору Московского энергетического института (технического университета), Попову Анатолию Игоревичу, доктору технических наук, профессору, первому проректору, — работнику того же института; Федорову Игорю Борисовичу, доктору технических наук, профессору, академику Российской академии наук, ректору Московского государственного технического университета имени Н. Э. Баумана, — за научно-практическую разработку «Методология формирования активной жизненной позиции учащейся молодежи в условиях перехода России на путь устойчивого развития» для непрерывного образования.
4. Максаковскому Владимиру Павловичу, доктору географических наук, профессору, заведующему кафедрой Московского педагогического государственного университета, — за комплект учебных и учебно-справочных изданий по географии для образовательных учреждений среднего профессионального и высшего профессионального образования.
5. Журавлеву Юрию Ивановичу, доктору физико-математических наук, профессору, академику Российской академии наук, заместителю директора вычислительного центра имени А. А. Дородницына Российской академии наук, Вялому Михаилу Николаевичу, кандидату физико-математических наук, старшему научному сотруднику, Флерову Юрию Арсениевичу, доктору физико-математических наук, профессору, члену-корреспонденту Российской академии наук, заместителю директора, — работникам того же центра; Никитину Александру Александровичу, доктору физико-математических наук, профессору, академику Российской академии образования, директору Института педагогических исследований одаренности детей Российской академии образования, Михееву Юрию Викторовичу, заведующему лабораторией, — работнику того же института; Коновалову Анатолию Николаевичу, доктору физико-математических наук, профессору, академику Российской академии наук, главному научному сотруднику Института вычислительной математики и математической геофизики Сибирского отделения Российской академии наук, — за цикл трудов «Становление математической культуры в высшей школе в единстве теории и практики» для образовательных учреждений высшего профессионального образования.
6. Савину Геннадию Ивановичу, доктору физико-математических наук, профессору, академику Российской академии наук, директору Межведомственного суперкомпьютерного центра Российской академии наук, Сотникову Александру Николаевичу, доктору физико-математических наук, профессору, Шабанову Борису Михайловичу, кандидату технических наук, доценту, заместителям директора, — работникам того же центра, — за учебно-методический комплекс «Научное, учебно-методическое и технологическое обеспечение подготовки специалистов в области суперкомпьютерных технологий» для образовательных учреждений высшего профессионального образования.
7. Колесникову Константину Сергеевичу, доктору технических наук, профессору, академику Российской академии наук, советнику при ректорате Московского государственного технического университета имени Н. Э. Баумана, Алфутову Николаю Анатольевичу (посмертно), Попову Дмитрию Николаевичу, докторам технических наук, профессорам, Ряховскому Олегу Анатольевичу, Тимофееву Геннадию Алексеевичу, Феодосьеву Всеволоду Ивановичу (посмертно), докторам технических наук, профессорам, заведующим кафедрой, Дубинину Владимиру Валентиновичу, заведующему кафедрой, Ильину Михаилу Михайловичу, Назаренко Борису Петровичу, декану факультета, Саратову Юрию Сергеевичу, кандидатам технических наук, доцентам, — работникам того же университета, — за создание комплекта учебников «Механика в техническом университете» для образовательных учреждений высшего профессионального образования.
8. Трайневу Владимиру Алексеевичу, доктору экономических наук, профессору, исполняющему обязанности заведующего кафедрой Московского педагогического государственного университета, Матросовой Ларисе Николаевне, кандидату педагогических наук, доценту, Трайневу Игорю Владимировичу, кандидату экономических наук, профессорам, — работникам того же университета; Савельеву Александру Яковлевичу, доктору технических наук, профессору, советнику Федерального института развития образования, — за работу «Учебно-методический комплекс по созданию и внедрению информационно-педагогических технологий в вузах».
9. Ерохину Михаилу Никитьевичу, доктору технических наук, профессору, академику Российской академии сельскохозяйственных наук, ректору Московского государственного агроинженерного университета имени В. П. Горячкина, Лещинской Тамаре Борисовне, Суднику Юрию Александровичу, заведующим кафедрой, Бородину Ивану Федоровичу, академику Российской академии сельскохозяйственных наук, докторам технических наук, профессорам, — работникам того же университета; Хомутову Олегу Ивановичу, доктору технических наук, профессору, первому проректору Алтайского государственного технического университета имени И. И. Ползунова, Никольскому Олегу Константиновичу, заведующему кафедрой, Куликовой Лидии Васильевне, Сошникову Александру Андреевичу, докторам технических наук, профессорам, — работникам того же университета; Германенко Владимиру Сергеевичу, кандидату технических наук, члену Комитета Совета Федерации по бюджету, Семичевскому Петру Ивановичу, кандидату технических наук, доценту, заместителю руководителя аппарата Комитета Совета Федерации по делам Содружества Независимых Государств, — за научно-практическую работу «Комплект учебников, учебных пособий и методических разработок для подготовки инженерных кадров электротехнического профиля агропромышленного комплекса» для образовательных учреждений высшего профессионального образования.
10. Конуркину Валерию Алексеевичу, кандидату технических наук, профессору, заместителю начальника Военно-воздушной инженерной академии имени профессора Н. Е. Жуковского, Краснову Александру Маркеловичу, начальнику кафедры, Миропольскому Федору Петровичу, докторам технических наук, Бунину Николаю Михайловичу, кандидату технических наук, профессорам, — работникам той же академии; Бураку Борису Корнеевичу, кандидату экономических наук, заместителю генерального директора открытого акционерного общества «Государственное машиностроительное конструкторское бюро „Вымпел“ имени И. И. Торопова», Ватолину Валентину Владимировичу, главному научному сотруднику, Ищенко Владимиру Владимировичу, начальнику управления, докторам технических наук, профессорам, Баранову Игорю Владимировичу, главному специалисту, Правидло Михаилу Натановичу, начальнику отдела, кандидатам технических наук, — работникам того же общества; Беляеву Ивану Ивановичу, доктору технических наук, доценту, референту аппарата Совета Безопасности Российской Федерации, — за создание комплекта учебных пособий «Разработка и эксплуатация комплексов авиационного вооружения» для образовательных учреждений высшего профессионального образования.
11. Быкову Дмитрию Васильевичу, доктору технических наук, профессору, ректору Московского государственного института электроники и математики (технического университета), Бондаренко Геннадию Германовичу, доктору физико-математических наук, профессору, Симонову Валентину Павловичу, доктору технических наук, декану факультета, — работникам того же университета; Трухину Владимиру Ильичу, доктору физико-математических наук, профессору, декану физического факультета Московского государственного университета имени М. В. Ломоносова, Ишханову Борису Саркисовичу, доктору физико-математических наук, профессору, заведующему кафедрой, Акишину Анатолию Ивановичу, доктору технических наук, профессору, главному научному сотруднику Научно-исследовательского института ядерной физики имени Д. В. Скобельцына, Новикову Льву Симоновичу, доктору физико-математических наук, профессору, заведующему отделом Научно-исследовательского института ядерной физики имени Д. В. Скобельцына, — работникам того же университета; Заболотному Владимиру Тихоновичу, доктору физико-математических наук, заместителю директора Института металлургии и материаловедения имени А. А. Байкова Российской академии наук; Майорову Владимиру Сергеевичу, доктору физико-математических наук, доценту, директору Научно-учебного центра Института проблем лазерных и информационных технологий Российской академии наук, — за создание цикла работ по созданию и учебно-методическому обеспечению образовательной программы «Концентрированные потоки энергии и их воздействие на материалы» для образовательных учреждений высшего профессионального образования.

12. Рубину Юрию Борисовичу, доктору экономических наук, профессору, ректору Московской финансово-промышленной академии, Фатхутдинову Раису Ахметовичу, доктору экономических наук, профессору, — работнику той же академии; Катренко Владимиру Семеновичу, доктору экономических наук, профессору, аудитору Счетной палаты Российской Федерации; Слепакову Сергею Семеновичу, доктору экономических наук, профессору, заведующему кафедрой филиала Северо-Кавказского государственного технического университета в г. Пятигорске; Шолохову Андрею Борисовичу, кандидату исторических наук, доценту, главному редактору газеты «Вузовский вестник»; Юданову Андрею Юрьевичу, доктору экономических наук, профессору Финансовой академии при Правительстве Российской Федерации, — за комплект учебников, учебных пособий и монографий по конкуренции и обеспечению конкурентоспособности российской экономики для образовательных учреждений высшего профессионального образования.
13. Иванникову Александру Дмитриевичу, доктору технических наук, профессору, первому заместителю директора Государственного научно-исследовательского института информационных технологий и телекоммуникаций, Булгакову Михаилу Вячеславовичу, Старых Владимиру Александровичу, заместителям директора, кандидатам технических наук, доцентам, Гридиной Елене Георгиевне, доктору технических наук, профессору, заместителю директора, — работникам того же института; Добряковой Марии Сергеевне, кандидату социологических наук, директору по порталам Государственного университета — Высшей школы экономики, Радаеву Вадиму Валерьевичу, доктору экономических наук, профессору, первому проректору, — работнику того же университета; Кондакову Александру Михайловичу, доктору педагогических наук, члену-корреспонденту Российской академии образования, генеральному директору открытого акционерного общества "Издательство «Просвещение»; Кондаковой Марине Леонидовне, кандидату педагогических наук, директору центра некоммерческого партнерства «Телешкола»; Соболевой Елене Николаевне, доктору экономических наук, профессору, исполнительному директору некоммерческой организации «НФПК — Национальный фонд подготовки кадров», — за научно-практическую разработку «Федеральная система информационно-образовательных ресурсов» для образовательных учреждений высшего профессионального образования.
14. Ерохину Александру Ивановичу, доктору сельскохозяйственных наук, профессору Российского государственного аграрного университета — МСХА имени К. А. Тимирязева, Баутину Владимиру Моисеевичу, доктору экономических наук, профессору, члену-корреспонденту Российской академии сельскохозяйственных наук, ректору, Власову Валентину Алексеевичу, Карасеву Евгению Анатольевичу, Родионову Геннадию Владимировичу, докторам сельскохозяйственных наук, профессорам, заведующим кафедрой, Привезенцеву Юрию Алексеевичу, Юлдашбаеву Юсупжану Артыковичу, заместителю проректора, докторам сельскохозяйственных наук, профессорам, — работникам того же университета; Ерохину Сергею Александровичу, кандидату сельскохозяйственных наук, начальнику отдела открытого акционерного общества Российского союза племенных организаций по воспроизводству и реализации племенных животных «Росплемобъединение»; Амерханову Харону Адиевичу, доктору сельскохозяйственных наук, профессору, члену-корреспонденту Российской академии сельскохозяйственных наук, заместителю директора департамента Министерства сельского хозяйства Российской Федерации; Разумееву Константину Эдуардовичу, доктору технических наук, профессору, генеральному директору открытого акционерного общества Научно-производственный комплекс «ЦНИИШерсть», — за создание комплекта учебников, учебных пособий и монографий для подготовки высококвалифицированных специалистов по технологии производства продуктов животноводства в системе аграрного образования для образовательных учреждений высшего профессионального образования.
15. Васильеву Владимиру Николаевичу, доктору технических наук, профессору, ректору Санкт-Петербургского государственного университета информационных технологий, механики и оптики, Казакову Матвею Алексеевичу, ассистенту кафедры, Корнееву Георгию Александровичу, кандидату технических наук, доценту, Парфенову Владимиру Глебовичу, доктору технических наук, профессору, заведующему кафедрой, — работникам того же университета; Шалыто Анатолию Абрамовичу, доктору технических наук, профессору, ученому секретарю "Научно-производственного объединения «Аврора», — за научно-практическую и методическую разработку «Инновационная система поиска и подготовки высококвалифицированных специалистов в области производства программного обеспечения на основе проектного и соревновательного подходов» для образовательных учреждений высшего профессионального образования.
16. Амонашвили Шалве Александровичу, доктору психологических наук, академику Российской академии образования, профессору Московского психолого-социального института, Бондыревой Светлане Константиновне, доктору психологических наук, академику Российской академии образования, ректору, Ладыженской Таисе Алексеевне, доктору педагогических наук, профессорам, Бунееву Рустэму Николаевичу, кандидату педагогических наук, профессору, Бунеевой Екатерине Валерьевне, кандидату педагогических наук, Горячеву Александру Владимировичу, кандидату педагогических наук, Вахрушеву Александру Александровичу, кандидату биологических наук, Данилову Дмитрию Даимовичу, кандидату исторических наук, Мельниковой Елене Леонидовне, кандидату психологических наук, доцентам, — работникам того же института; Леонтьеву Алексею Алексеевичу (посмертно), доктору психологических наук, академику Российской академии образования, профессору Московского государственного университета Российской академии образования, — за цикл трудов «Образовательная система нового поколения (теоретические основания и опытно-экспериментальное осуществление)» для образовательных учреждений высшего и среднего профессионального образования и для общеобразовательных учреждений.
17. Лазареву Валерию Семеновичу, доктору психологических наук, члену-корреспонденту Российской академии образования, директору Института инновационной деятельности в образовании Российской академии образования; Мартиросяну Борису Пастеровичу, доктору педагогических наук, профессору, члену-корреспонденту Российской академии образования, заместителю президента Российской академии образования, — за комплект монографических исследований и научно-практических разработок по совершенствованию инновационной деятельности в учреждениях общего образования.
18. Граник Генриэте Григорьевне, доктору психологических наук, профессору, действительному члену Российской академии образования, главному научному сотруднику Психологического института Российской академии образования, Борисенко Наталье Анатольевне, кандидату филологических наук, ведущему научному сотруднику, — работнику того же института; Анофриевой Наталье Федоровне, заместителю директора средней общеобразовательной школы N 1113 с углубленным изучением музыки и хореографии г. Москвы; Владимирской Галине Николаевне, учителю Центра образования N 170 имени А. П. Чехова г. Москвы; Гвинджилия Ольге Витальевне, учителю прогимназии N 1755 г. Москвы; Кантаровской Ольге Зиновьевне, учителю средней общеобразовательной школы с углубленным изучением английского языка N 1262 имени А. Н. Островского г. Москвы; Николаеву Михаилу Михайловичу, учителю средней общеобразовательной школы с этнокультурным русским компонентом образования N 1148 имени Ф. М. Достоевского г. Москвы; Крюковой Тамаре Шамильевне, писателю, члену Московской городской организации Союза писателей России, Токмаковой Ирине Петровне, — члену той же организации; Соболевой Ольге Владимировне, кандидату психологических наук, доценту, заведующей кафедрой Курского государственного университета, — за создание учебно-методического комплекта по курсу «Русский язык и литературное чтение» для общеобразовательных учреждений.
19. Пичугину Владимиру Сергеевичу, доктору технических наук, профессору, генеральному директору открытого акционерного общества «Координационно-аналитический центр по научно-техническим программам», Евстигнееву Виталию Евгеньевичу, кандидату технических наук, начальнику отдела, — работнику того же общества; Виноградову Олегу Анатольевичу, директору Итомлинской средней общеобразовательной школы; Корнюшко Валерию Федоровичу, доктору технических наук, профессору, заведующему кафедрой Московской государственной академии тонкой химической технологии имени М. В. Ломоносова, Тимофееву Владимиру Савельевичу, доктору технических наук, профессору, президенту, — работнику той же академии; Пурышевой Наталии Сергеевне, доктору педагогических наук, профессору, заведующей кафедрой Московского педагогического государственного университета, Степанову Сергею Васильевичу, кандидату педагогических наук, доценту, — работнику того же университета; Сергееву Сергею Константиновичу, доктору технических наук, председателю совета директоров межгосударственной ассоциации разработчиков и производителей учебной техники «МАРПУТ», — за работу «Разработка и внедрение комплектов учебного оборудования с мультимедийным методическим обеспечением для кабинетов естественно-научного цикла (физика, химия, биология) сельских школ с малочисленными классами».
20. Константинову Николаю Николаевичу, кандидату физико-математических наук, преподавателю средней общеобразовательной школы N 179 г. Москвы, — за создание научно-практической разработки «Турнир имени М. В. Ломоносова» для общеобразовательных учреждений.